# Geneviève Pons
Pour les articles homonymes, voir Pons.
 (février 2022).
Geneviève Pons, née Deladrière le 11 février 1956, est une haute fonctionnaire française, directrice honoraire de la Commission Européenne et spécialiste des politiques liées à l'environnement, au climat et au développement durable qui dirige désormais Europe Jacques Delors, le dernier né des groupes de réflexion deloriens.
Elle est vice-présidente de Transparency International Europe. Elle est membre du jury du Prix du livre européen. Elle est également coprésidente de la coalition Antarctica 2020 et du Comité des Parties Prenantes d'Ifremer.
Depuis 2018, plusieurs médias nationaux et internationaux lui ont consacré des articles. En 2018, Politico, média européen, a classé Geneviève Pons parmi les femmes les plus influentes auprès des instances européennes de Bruxelles, notamment dans le domaine de l'environnement.

## Biographie

### Famille et formation
Née d'un père arabisant, spécialiste des mystiques musulmans du Moyen Age, Geneviève Pons passe ses plus jeunes années en Tunisie. Comme le raconte Geneviève Pons, elle explore ce pays avec ses parents et ses frères pendant son enfance et découvre ses richesses non seulement humaines et culturelles mais aussi naturelles. Elle nourrit depuis lors une passion pour l'environnement et la préservation de l'océan et de la biodiversité.
Elle est diplômée de Sciences Po Paris, de la Sorbonne et de l'ENA.

### Carrière

#### En France
Après un séjour de deux ans aux États-Unis où sont nés ses enfants, Geneviève Pons intègre le Tribunal Administratif de Paris en 1984 comme rapporteur, puis Commissaire du gouvernement, et y reste jusqu'en 1989, date à laquelle elle rejoint la Commission européenne à Bruxelles.
Elle effectue un retour en France d'un an et demi entre 2011 et 2013 où elle officie comme juge à la Cour Administrative d'Appel de Paris.

#### A l'international

##### Commission européenne
En 1989, Geneviève Pons intègre l'équipe environnement du service juridique de la Commission européenne à Bruxelles.
Geneviève Pons est membre du cabinet de Jacques Delors, président de la Commission européenne, chargée notamment de l'environnement de 1991 à 1995. Entre 1995 et 2011, elle poursuit sa carrière à la tête de plusieurs unités au sein de la Commission européenne.
En 1991 elle est recrutée par Pascal Lamy pour intégrer le cabinet de Jacques Delors comme membre chargé des infractions, des aides d'Etat et de l'environnement. Dans cette période qui voit l'adoption de textes aussi fondamentaux que le programme Life, la directive Habitats ou la création de l'Agence européenne pour l'environnement, elle préside notamment les quatorze réunions spéciales qui conduiront deux semaines avant le sommet de Rio, à l'adoption par la Commission européenne d'une proposition de taxe carbone. Elle participe également à la rédaction du chapitre 10 du Livre blanc : Croissance, compétitivité, emploi - des défis et des pistes pour entrer dans le 21e siècle qui plaide, 26 ans avant le Pacte Vert, pour l'adoption d'un nouveau modèle de développement, plus juste socialement et plus respectueux des ressources naturelles. Parmi de nombreuses réformes, ce chapitre préconise un rééquilibrage de la charge fiscale pour encourager l'emploi et préserver les ressources naturelles mais aussi, déjà, la mise en place d'une économie circulaire.
En 1992, Geneviève Pons accompagne Jacques Delors au premier sommet sur l'environnement et le développement qui s'est tenu en juin 1992 à Rio. De 1995 à 2011, elle poursuit sa carrière à la Commission européenne qu'elle termine à la tête du programme « cutting red tape » présidé par l'ancien Ministre-Président de Bavière, Edmund Stoiber.
En 2013 elle est recrutée par l'Organisation Internationale du Travail (OIT) pour diriger son service juridique à Genève.

##### WWF
Elle revient à Bruxelles en 2015 pour prendre la direction du bureau européen de WWF. C'est à ce titre qu'elle participe au Sommet du développement durable à New York en septembre 2015 et à la COP21 en décembre 2015 à Paris, prenant part aux côtés de l'ensemble du réseau de WWF et de plusieurs autres grandes ONG ainsi que des États les plus vulnérables, finalement soutenus par l'UE, à la bataille pour la fixation d'un objectif ambitieux de limitation de la hausse de la température, mentionnant la nécessité de faire « tous les efforts pour la maintenir en deçà de 1,5 °C. »
Elle prend part à la campagne de sauvegarde des directives de protection des oiseaux et des habitats qui mobilise plus de 500 000 citoyens européens. Elle rend hommage à leurs principaux initiateurs dont Stanley Johnson qu'elle décore au cours d'une cérémonie qui reconnaît en eux des « Leaders pour une planète vivante ».
À la suite du vote britannique en faveur du Brexit, elle prend la tête d'une coalition de 177 ONG européennes en faveur d'une autre Europe « for people, planet and prosperity for all ». À la suite de l'élection de Donald Trump, sous son impulsion, la coalition s'élargit pour atteindre 250 organisations et appelle les leaders européens à bâtir une Europe juste, démocratique, soutenable et inclusive.
L'une et l'autre déclarations ont été soutenues par Jacques Delors et Pascal Lamy. Ce dernier propose alors à Geneviève Pons de créer et diriger le bureau de Bruxelles de l'Institut Jacques Delors à compter du 1er novembre 2017. En janvier 2020, ce bureau devient un Institut à part entière sous le nom d' Europe Jacques Delors, dernier né des groupes de réflexion deloriens, dont elle prend la direction générale et la vice-présidence aux côtés de Pascal Lamy, Etienne Davignon assumant quant à lui les fonctions de Président.

##### Europe Jacques Delors

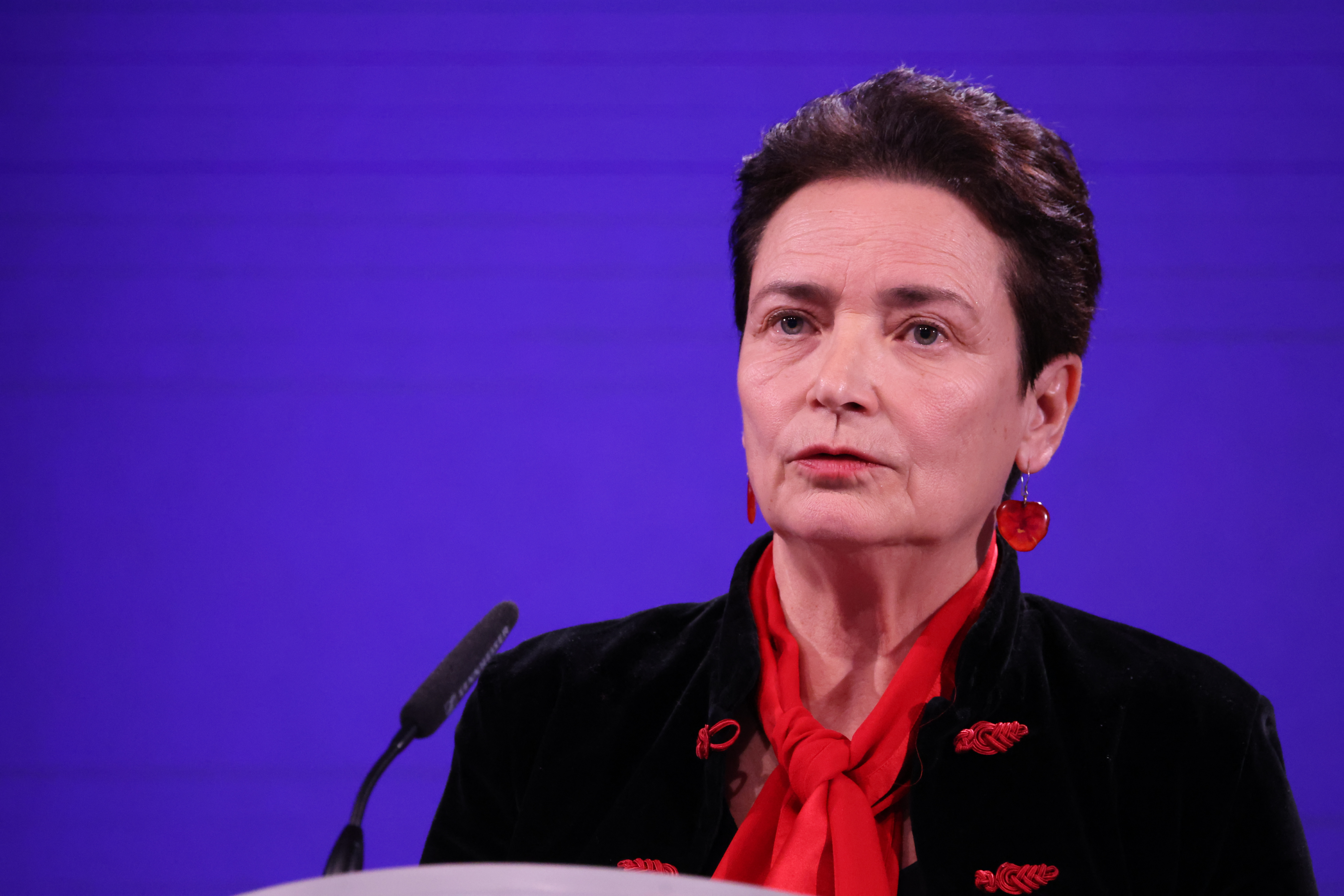
Geneviève Pons en 2024 pendant la cérémonie d'hommage à Jacques Delors.

À la tête d'Europe Jacques Delors (AISBL) à Bruxelles depuis janvier 2020, Geneviève Pons a signé et/ou co-signé de nombreuses publications en particulier sur les thèmes de la relance verte et juste, de la protection de l'océan et du milieu aquatique, du verdissement du commerce international et du verdissement du secteur agro alimentaire.
Ces publications ont été reprises par de nombreux médias français, belges et internationaux, ainsi que par ceux spécialisés dans les questions européennes, tels que Politico Europe et Agence Europe. Geneviève Pons a également été interviewée à de nombreuses reprises dans les médias audiovisuels, tels que France 24, LN24, la RTS ou Euronews.

#### Engagement en faveur de l'océan
Elle est membre de la mission européenne restaurer l'océan et le milieu aquatique (Mission Starfish 2030), présidée par Pascal Lamy. Elle est co-présidente avec Pascal Lamy de la coalition Antarctica2020, projet distingué lors du premier Forum de Paris pour la Paix en novembre 2018 qui vise à protéger les vastes zones marines autour de l'Antarctique.  Elle est également co-présidente avec Sébastien Treyer (IDDRI) du Comité des parties prenantes de l'Ifremer et membre du Global Policy Advisory Council de la Sustainable Ocean Alliance.
En qualité de coprésidente de la coalition Antarctica 2020, Geneviève Pons a, au cours de l'année 2021, rencontré plusieurs chefs d'Etat et de gouvernement (Emmanuel Macron, Pedro Sánchez, Albert II de Monaco), et personnalités européennes (Louis Michel, Frans Timmermans) à qui elle a remis une pétition réclamant une meilleure protection de l'Antarctique signée par 1,5 million de personnes. Cette pétition s'inscrit dans le cadre d'une campagne mondiale plaidant pour la désignation d'aires marines protégées à grande échelle dans l'océan Austral en vue d'une meilleure conservation de ces espaces sauvages vierges où vivent des manchots, des baleines, des phoques et d'autres espèces précieuses.

## Distinctions et récompenses
- Chevalier de l'ordre de la Légion d'Honneur[31].

## Publications

### Relance verte et juste
- G. Pons, Covid 19 Crisis: An occasion to accelerate the transition towards a new Development model?, Edito, Europe Jacques Delors, avril 2020, 1p.
- G. Pons, A. Borchers-Gasniers, P. Leturcq. Greener After : A Green Recovery for a post-COVID world, Article, Volume 40, Issue 1 of the SAIS Review of International Affairs, 3 Septembre 2020.
- P. Lamy, G. Pons, P. Leturcq, M. Agnès Borchers-Gasnier, T. Pellerin-Carlin, E. Magdalinski, M. Delair, Greener after: A green recovery stimulus for a post-covid Europe, Europe Jacques Delors et Institut Jacques Delors, Policy Paper, 15 septembre 2020, 17p.
- S. Fernandes, E. Magdalinski, K. Kerneïs, G. Pons, M. Agnès Borchers-Gasnie, Unir nos forces pour garantir une relance verte et sociale, Europe Jacques Delors et Institut Jacques Delors, Policy Paper, 21 septembre 2020, 18p.
- G. Pons, P. Tanguy, P. Leturcq, S. Hub, COVID-19 Recovery and the Environment: How to Seize the Opportunities of ‘Building Back Greener'?, Europe Jacques Delors, Policy Paper, 23 septembre 2021, 12p.

### Verdissement du commerce international
- P. Lamy, G. Pons, P. Leturcq, GT1 - Verdir la politique commerciale européenne: oui, mais comment?, Policy Paper, Europe Jacques Delors, Bruxelles, 9 mars 2019, 10p.
- P. Lamy, G. Pons, P. Leturcq, GT2 – Commerce et environnement : Aspects économiques, Policy Paper, Europe Jacques Delors, Bruxelles, 2 décembre 2019, 17p.
- P. Lamy, G. Pons, P. Leturcq, A European Border Carbon Adjustment proposal, in Nies et al., European Energy Studies Volume XIV - The European Energy Transition: An agenda for the Twenties (2nd edition), Claeys & Casteels, mai 2020, 604 p.
- P. Lamy, G. Pons, P. Leturcq, GT3 – Une proposition d'ajustement carbone aux frontières de l'UE, Policy Paper, Europe Jacques Delors, Bruxelles, 3 juin 2020, 14p.
- P. Lamy, G. Pons, P. Leturcq, M-P Girin, GT4 – Comment « verdir » les accords commerciaux ?, Policy Paper, Europe Jacques Delors, Bruxelles, 12 novembre 2020, 17p.
- P. Lamy, G. Pons, P. Leturcq, GT5 - La réglementation européenne et la normalisation au service du verdissement du commerce international, Policy Paper, Europe Jacques Delors, Bruxelles, 30 avril 2021, 16p.
- P. Lamy, G. Pons, P. Leturcq, GT6 - Vers un Mécanisme d'Ajustement Carbone aux Frontières de l'UE, Policy Paper, Europe Jacques Delors, Bruxelles, 8 juillet 2021, 16p.
- P. Lamy, G. Pons, I. Garzon, L. Kauffmann, GT7 – Sustainable development in EU trade agreements: much ado about nothing?, Policy Paper, Europe Jacques Delors, Bruxelles, 3 décembre 2021, 29p.
- P. Lamy, G. Pons, I. Garzon, L. Kauffmann, GT8 – Domestic and International Aspects of the EU CBAM: Two sides of the same coin, Policy Paper, Europe Jacques Delors, Bruxelles, 18 février 2022, 29p.
- P. Lamy, G. Pons, I. Garzon, GT9 - The EU CBAM after the French Presidency: a state of play, Policy Brief, Europe Jacques Delors, 11 Juliet 2022, 7p.
- P. Lamy, G. Pons, I. Garzon, GT10 - EU Corporate due diligence proposal: game changer or paper tiger?, Policy Paper, Europe Jacques Delors, Bruxelles, 25 Juliet 2022, 15p.

### Verdissement du secteur agro-alimentaire
- P. Lamy, G. Pons, I. Garzon, S. Hub, GRAPE - Greening Agri-food Policy in the EU: Origins, evolution and the future we need, Policy Paper, Europe Jacques Delors, Bruxelles, 19 octobre 2021, 35p.
- P. Lamy, G. Pons, I. Garzon, S. Hub, GRAPE 2: A narrow path for EU agri-food mirror measures?, Policy Paper, Europe Jacques Delors, Bruxelles, 14 Avril 2022, 23p.
- P. Lamy, G. Pons, I. Garzon, S. Hub, GRAPE 3: Transforming the European agri-food system: now more than ever a matter of necessity, Policy Brief, Europe Jacques Delors, Bruxelles, 9 Mai 2022, 7p.

### Océan
- P. Lamy, G. Pons, I. Garzon, P. Tanguy, Revamping EU blue governance: Why and how?, Policy Paper, Europe Jacques Delors, Bruxelles, 28 janvier 2022, 36p.
- C. de Sanctis, P. Lamy, E. Letta, G. Pons, J. Pons, M. Müller, K. Sack, K. Sack, T. Thiele, A. Thiele, Delivering a Sea-Change: A G7 Ocean Finance Deal, Policy Brief, Europe Jacques Delors, Bruxelles, 17 Mai 2022, 10p.
- P. Lamy, G. Pons, I. Garzon, P. Tanguy, International ocean governance in need of EU leadership, Policy Paper, Europe Jacques Delors, Bruxelles, 27 June 2022, 26p.

### Autres publications
- G. Pons, P. Tanguy, Des attentes à l'action : Comment l'UE et les États-Unis peuvent-ils coopérer en matière d'environnement ?, Europe Jacques Delors, Policy Paper, Bruxelles, Décembre 2020, 7p.
- M-H. Bérard, E. Fabry, F. Fatah, E. Knudsen, P. Lamy, G. Pons, L. Schwitzer, P. Vimont, Sanctions extraterritoriales américaines : Vous avez dit autonomie stratégique européenne ?, Europe Jacques Delors, Hertie School Jacques Delors Centre, Institut Jacques Delors, 22 mars 2021, 10p.
- G. Pons, P. Lamy, P. Leturcq, C. Verger, Climate: How do MEPs vote?, Europe Jacques Delors, Institut Jacques Delors et VoteWatch, Special Report, Bruxelles, 29 avril 2021, 26p.
- T. Pellerin-Carlin, D. Vangenechten, P. Lamy, G. Pons, No more free lunch. Ending free allowances in the EU ETS to the benefit of innovation, Europe Jacques Delors, Institut Jacques Delors, E3G, Policy Brief, Bruxelles, 3 février 2022, 7p.